# Листон (Северна Дакота)
Листон (енгл. Linton) град је у америчкој савезној држави Северна Дакота.

## Демографија
По попису из 2010. године број становника је 1.097, што је 224 (-17,0%) становника мање него 2000. године.
| Група             | 2000.         | 2010.         |
| Белци             | 1.303 (98,6%) | 1.072 (97,7%) |
| Афроамериканци    | 0 (0,0%)      | 1 (0,1%)      |
| Азијати           | 5 (0,4%)      | 3 (0,3%)      |
| Хиспаноамериканци | 9 (0,7%)      | 6 (0,5%)      |
| Укупно            | 1.321         | 1.097         |